# Durhamská univerzita
Durhamská univerzita (anglicky University of Durham, často také Durham University) je veřejná výzkumná univerzita v Durhamu (Severovýchodní Anglie) založená v roce 1832; díky tomu je považována za třetí nejstarší univerzitu v Anglii. Sídlí v centru univerzitního města (mj. v Durhamském hradu), kde spolu s Durhamskou katedrálu spravuje místní památkovou rezervaci UNESCO.
Durhamská univerzita patří mezi několik málo britských univerzit, na nichž funguje tradiční kolejní systém (tvoří ji 16 kolejí). Akademický rok se zde člení na tři trimestry: Michaelmas Term, Epiphany Term a Easter Term. Univerzita je členem sítě předních britských výzkumných univerzit Russel Group.
Univerzita patří mezi nejvýběrovější vysoké školy ve Spojeném království a v britských univerzitních žebříčcích se v roce 2018 umístila na 5. místě (The Guardian), 5. místě (The Times) a 6. místě (Complete University Guide).

## Galerie

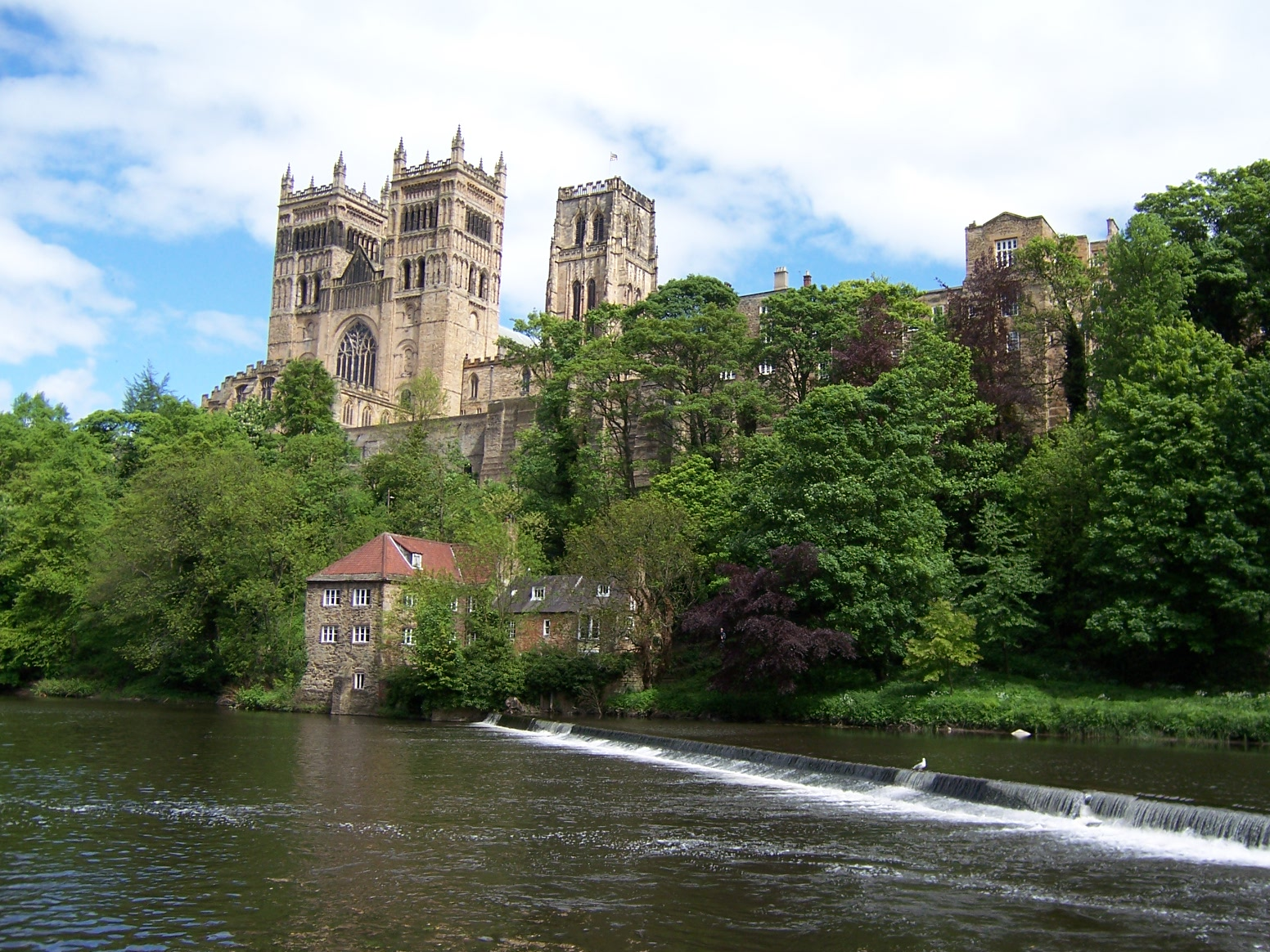
Durhamská katedrála
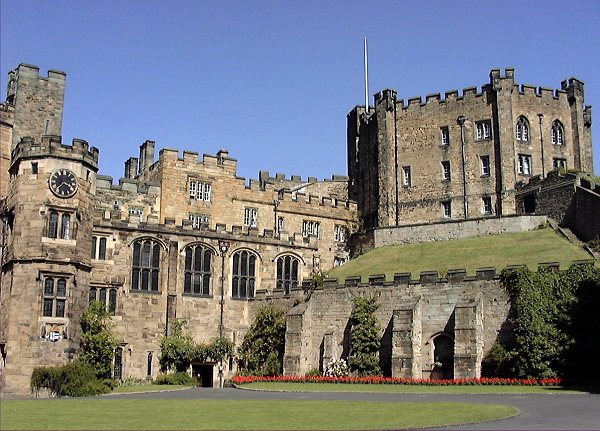
University College
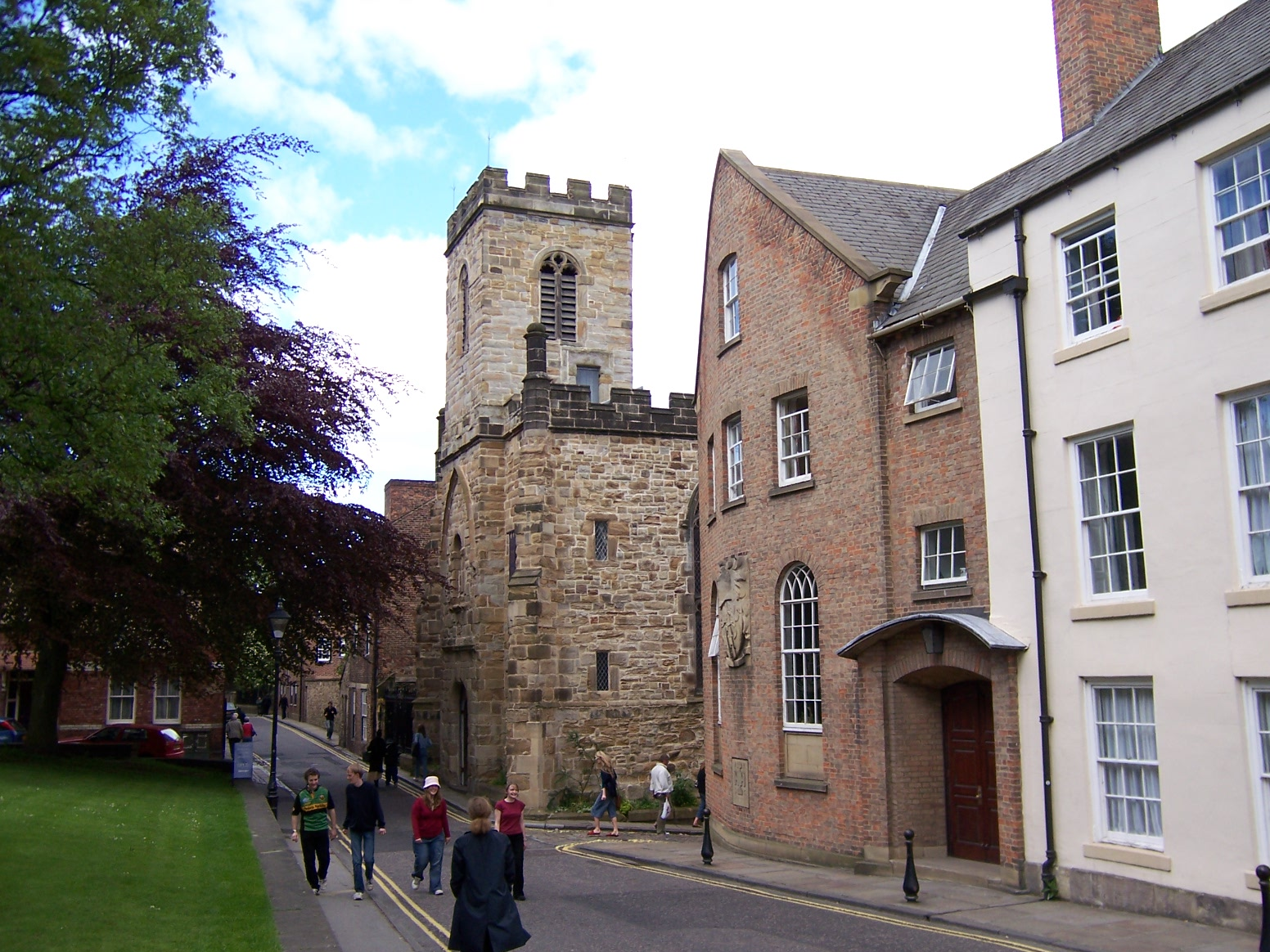
St Chad's College
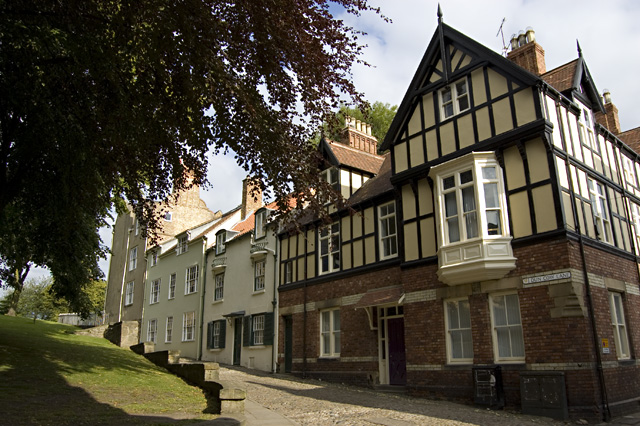
Teologická fakulta
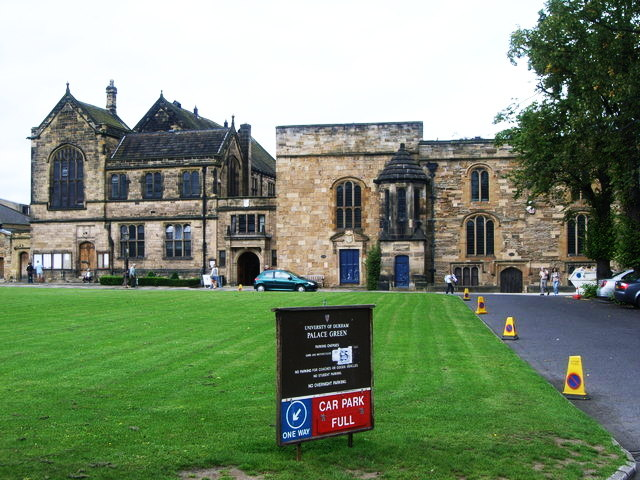
Univerzitní knihovna
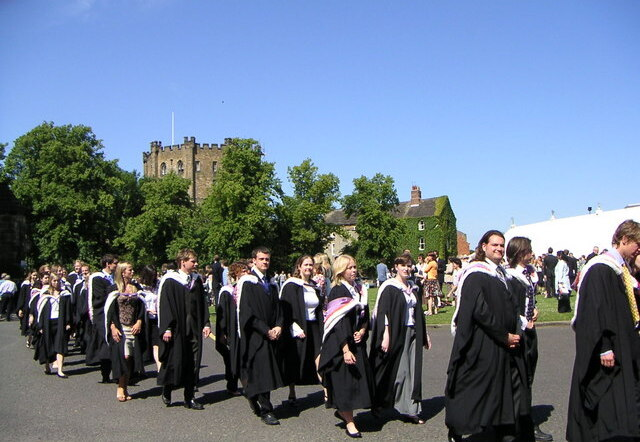
Promoce absolventů